# Дахно (село)
Дахно́ — село в Україні, у Бердянському районі Запорізької області. Населення становить 6 осіб. Орган місцевого самоврядування - Андріївська селищна рада.

## Географія
Село Дахно знаходиться на лівому березі річки Обитічна, вище за течією примикає село Новосільське, нижче за течією на відстані 2 км розташоване село Коза.

## Історія
- 1920 — дата заснування.